# Her Bridal Night-Mare
Her Bridal Night-Mare è un cortometraggio muto del 1920 diretto da Al Christie. È conosciuto anche con il titolo Her Bridal Nightmare. Fu l'unica volta che l'attrice Ora Carew comparve come sceneggiatrice.

## Produzione
Il film fu prodotto dalla Christie Film Company.

## Distribuzione
Il film, un cortometraggio in due bobine, uscì nelle sale cinematografiche statunitensi il 30 gennaio 1920.